# رایدر (دهانه)
رایدر یک دهانه برخوردی در ماه‌ است.